# Larkfield-Wikiup, Kalifornien
Larkfield-Wikiup är en ort (CDP) i Sonoma County, i delstaten Kalifornien, USA. Enligt United States Census Bureau har orten en folkmängd på 8 884 invånare (2010) och en landarea på 13,7 km².